# 창세기 2.0

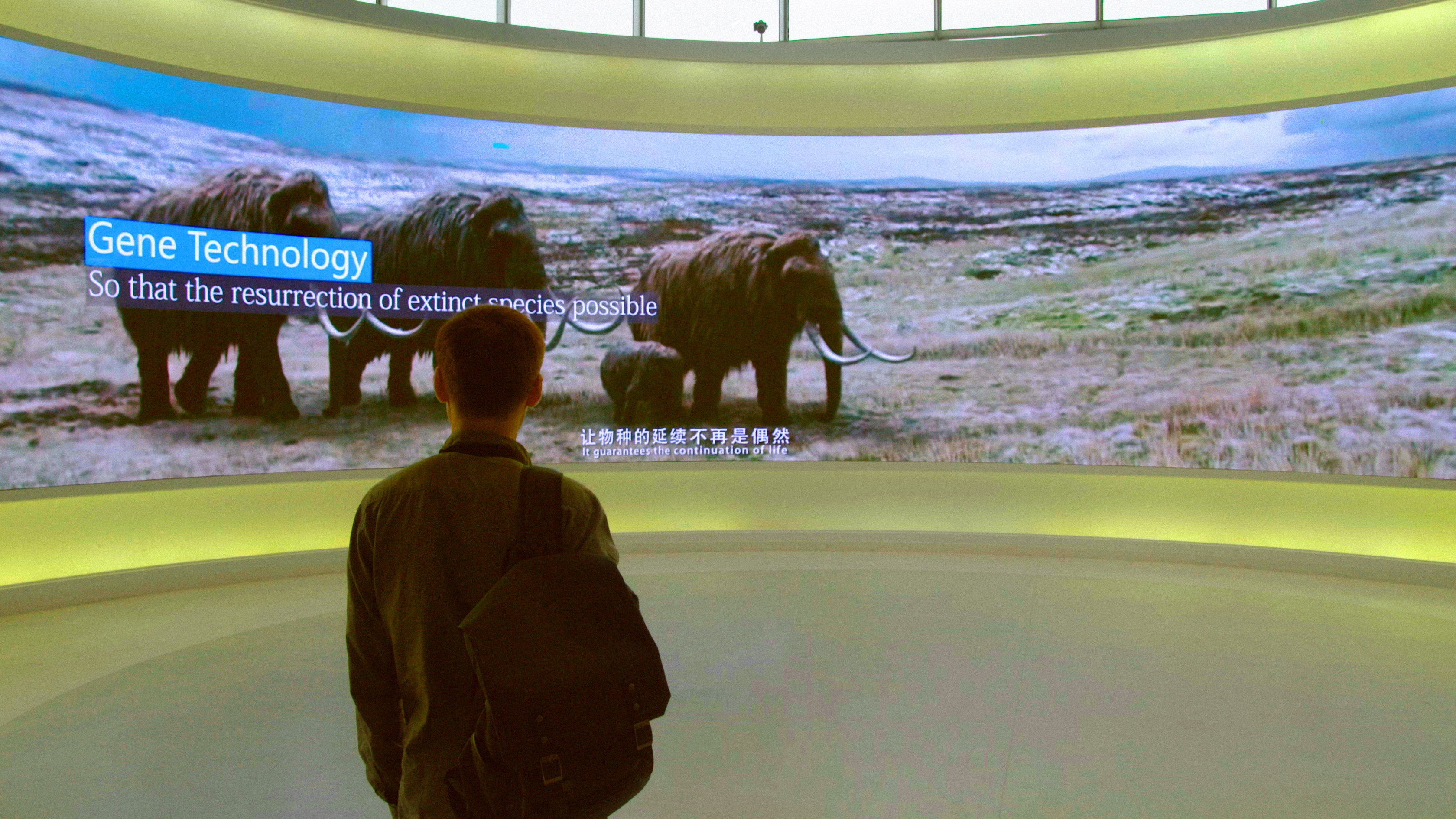
영화 스틸 장면 중 BGI 인간 게놈 센터 유전자 박물관을 방문 중인 Semyon Grigoriev

《창세기 2.0》(Genesis 2.0)은 스위스에서 제작된 맥심 아부개브 감독의 2018년 다큐멘터리 영화이다. 크리스티안 프레이가 제작하였다. 2018년 1월 20일 선댄스 영화제에서 개봉되었다.